# Municipio de Weller (Ohio)
El municipio de Weller (en inglés: Weller Township) es un municipio ubicado en el condado de Richland en el estado estadounidense de Ohio. En el año 2010 tenía una población de 1780 habitantes y una densidad poblacional de 28,18 personas por km².

## Geografía
El municipio de Weller se encuentra ubicado en las coordenadas 40°51′41″N 82°27′7″O / 40.86139, -82.45194. Según la Oficina del Censo de los Estados Unidos, el municipio tiene una superficie total de 63.16 km², de la cual 62,83 km² corresponden a tierra firme y (0,52 %) 0,33 km² es agua.

## Demografía
Según el censo de 2010, había 1780 personas residiendo en el municipio de Weller. La densidad de población era de 28,18 hab./km². De los 1780 habitantes, el municipio de Weller estaba compuesto por el 97,92 % blancos, el 0,56 % eran afroamericanos, el 0,17 % eran amerindios, el 0,06 % eran de otras razas y el 1,29 % eran de una mezcla de razas. Del total de la población el 0,51 % eran hispanos o latinos de cualquier raza.